# Tóth István (költő)
Tóth István (Tenkegörbed, 1923. október 25. – Marosvásárhely, 2001. szeptember 16.) költő, műfordító, irodalomtörténész, kritikus, drámaíró, egyetemi tanár.

## Életpályája

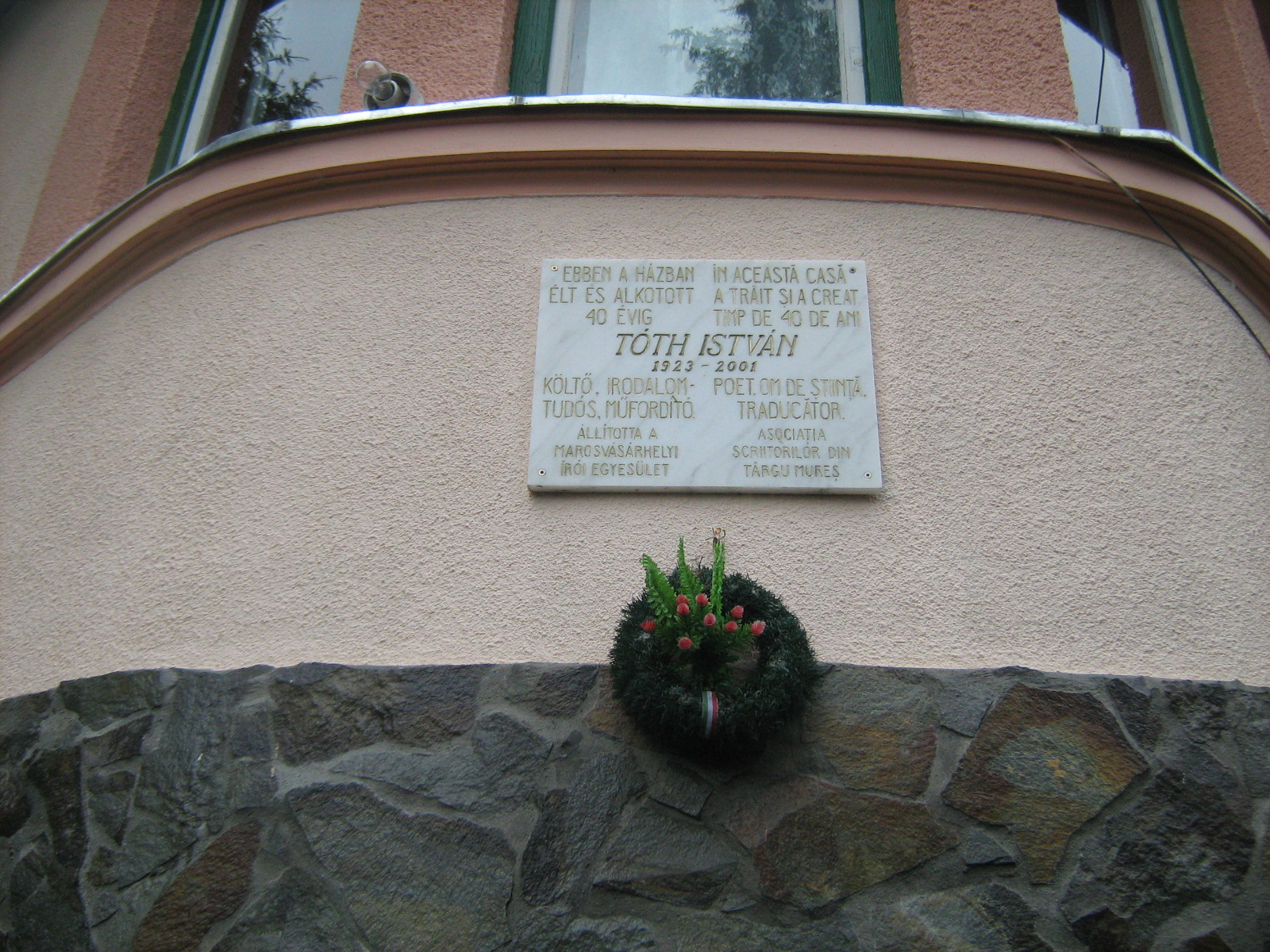
Tóth István lakóházán emelt emléktábla, Marosvásárhelyi Írói Egyesület

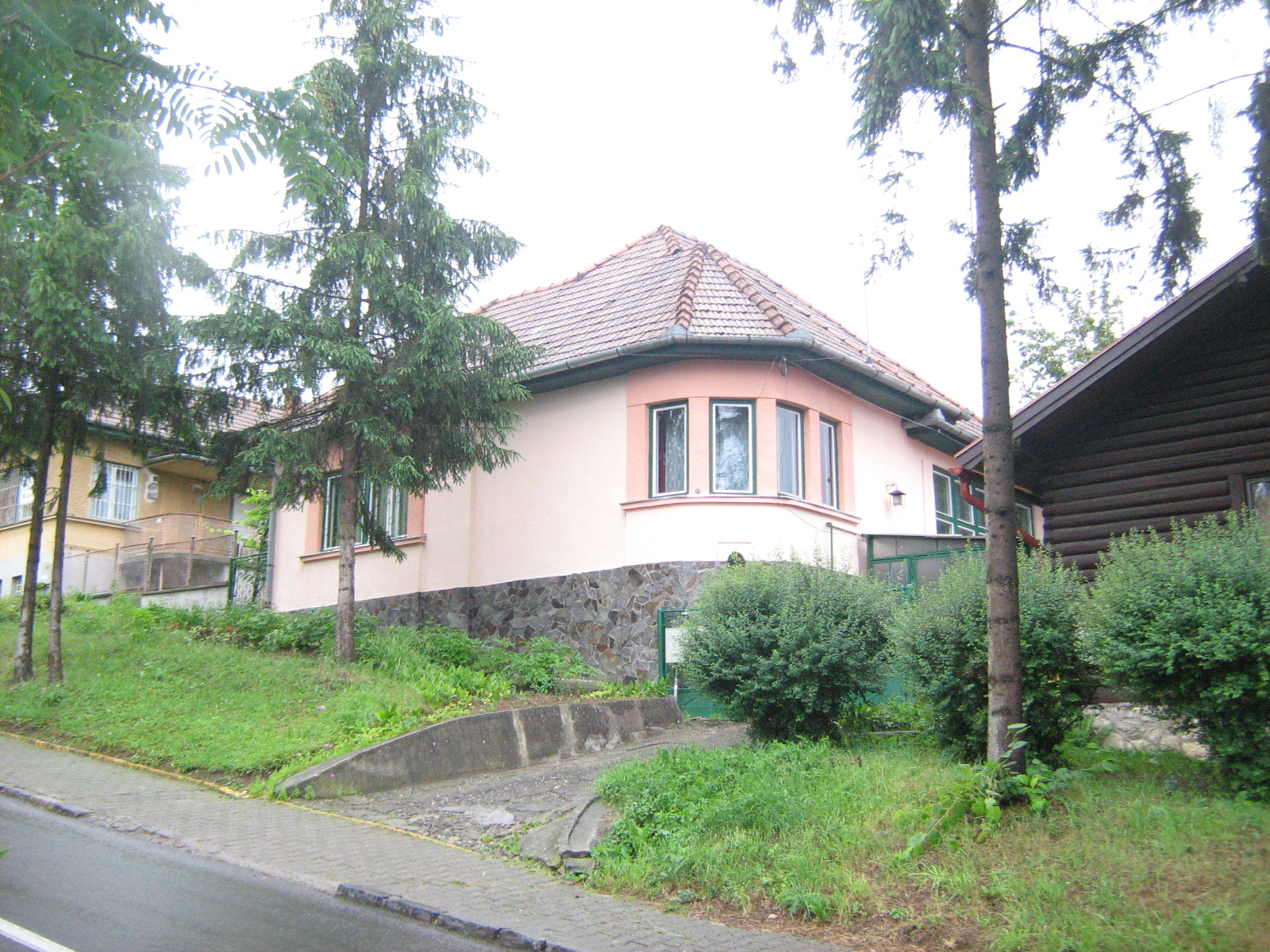
Lakóhely Marosvásárhelyen a Nyár utcában, ahol élt és alkotott Tóth István költő

Szülei: Tóth István és Lupás Mária voltak. 1944-ben érettségizett. 1944-1948 között a kolozsvári Bolyai Tudományegyetem, francia–magyar szakos hallgatója volt. 1948-1963 között Nagyváradon középiskolai tanár, 1953-1954 között igazgató volt. 1963-1983 között a Marosvásárhelyi Tanárképző és Szentgyörgyi István Színművészeti Intézet esztétikatanára volt. 1979-ben doktorált a Babeș–Bolyai Tudományegyetemen. 1983-ban nyugdíjba vonult. 1991-től a gyulafehérvári Római Katolikus Hitoktató Tanárképző tanára volt.
Latin nyelvű humanista és kortárs francia költőket fordított.

## Művei

### Versek
- Ódák és elégiák; Irodalmi és Művészeti Kiadó, Bukarest, 1957
- A kalászok lehajolnak. Versek; Irodalmi Kiadó, Bukarest, 1961
- Névtelen emlékek között; Ifjúsági Kiadó, Bukarest, 1964
- Vízválasztók. Versek; Irodalmi Kiadó, Bukarest, 1967
- Amerre jártam. Versek; Ifjúsági Kiadó, Bukarest, 1968
- A szétszedett szobor. Versek; Dacia, Kolozsvár, 1971
- Jégbuborékok. Versek; Eminescu, Bukarest, 1973
- Európa kövei között. Versek; Dacia, Kolozsvár-Napoca, 1975
- Törékeny tükrök. Versek; Dacia, Kolozsvár-Napoca, 1979
- Sziklás parton. Válogatott versek; Kriterion, Bukarest, 1980
- Antifóna. Versek; Kriterion, Bukarest, 1983
- Napvárás, Négysorosok; Dacia, Kolozsvár-Napoca, 1984
- Ha azt mondom, hogy élek... Válogatott versek és műfordítások; Magvető, Bp., 1987
- Közös nevező; Impress, Marosvásárhely, 1994 (Népújság könyvek)
- Párbeszédek és limerickek; Custos, Marosvásárhely, 1995
- Herbárium. Fűvészenciklopédia versekben; Mentor, Marosvásárhely, 1998
- Besztiárium. Állattani enciklopédia versekben; Literator, Nagyvárad, 2000
- Senkiföldjén. Versek; Appendix, Marosvásárhely, 2004
- Testamentum. Válogatott versek; Gál P., Pécs, 2016

### Drámák
- A koszorúper. Démoszthenész élete; in: Igaz Szó, 1981/7